# Schwedische Fußballnationalmannschaft der Frauen
Die schwedische Fußballnationalmannschaft der Frauen (schwedisch: „Damlandslaget“) ist eine vom verantwortlichen Trainer („Förbundskapten“) getroffene repräsentative Auswahl von schwedischen Fußballspielerinnen für ein internationales Spiel.
Die schwedische Frauenfußballnationalmannschaft gehört zu den erfolgreichsten Frauenfußballnationalmannschaften der Welt. Sie nahm als einzige europäische Mannschaft an allen Welt- und Europameisterschaften sowie allen bis 2021 ausgetragenen olympischen Fußballturnieren der Frauen teil. Allerdings konnten sie bisher dort nur einen Titel gewinnen: 1984 wurden sie erster Europameister. Bei den folgenden Europameisterschaften gewannen sie dreimal Silber. 2003 verloren sie im Endspiel der Weltmeisterschaft gegen die deutsche Mannschaft erst durch ein Golden Goal, gegen die sie auch 2016 das Spiel um die olympische Goldmedaille verloren. Sie pendelten in der offiziellen FIFA-Weltrangliste die meiste Zeit zwischen den Plätzen drei und sieben; im September 2017 belegten sie nach dem Viertelfinalaus bei der EM 2017 Rang 11, ihre bisher schlechteste Platzierung. Nach dem 3. Platz bei der WM 2023, dem Achtelfinalaus der USA und dem Vorrundenaus der deutschen Frauen, wurden die Schwedinnen erstmals Erste der FIFA-Weltrangliste.
Die schwedischen Nationalspielerinnen spielen hauptsächlich in der heimischen Damallsvenskan, die lange Zeit neben der deutschen Frauenbundesliga als stärkste Liga Europas galt. Regelmäßig spielen aber auch schwedische Nationalspielerinnen in der deutschen Frauen-Bundesliga, den US-Profiligen und seit einigen Jahren in der französischen Division 1 Féminine, die der schwedischen Liga in den letzten Jahren den Rang abgelaufen hat, sowie der englischen FA Women’s Super League und der spanischen Primera División.

## Geschichte
Das erste offizielle Länderspiel der schwedischen Frauenmannschaft fand am 26. Juli 1974 gegen Finnland statt. Bereits 1971 hatte es ein erstes inoffizielles Spiel in der Qualifikation der ersten inoffiziellen Weltmeisterschaft gegeben, das mit 0:5 gegen Dänemark verloren wurde.
In den folgenden Jahren wurde die Mehrzahl der Spiele gegen die skandinavischen Nachbarn ausgetragen und zwischen 1977 und 1981 konnte fünfmal die Nordische Meisterschaft gewonnen werden. 1984 wurde Schweden erster Europameister der Frauen. Das Finale wurde damals noch in zwei Endspielen ausgetragen. Zunächst hatte Schweden im Heimspiel gegen England mit 1:0 gewonnen. In England gewann man nach einem 0:1 nach Verlängerung das Elfmeterschießen mit 4:3. 1987 wurde Schweden Vizeeuropameister im Finale gegen Norwegen. 1989 reichte es nach einem 2:1-Sieg über Italien zum dritten Platz.
Bei der ersten Weltmeisterschaft 1991 in China wurde Schweden Dritter durch einen 4:0-Sieg über Deutschland. Bei der EM 1995 verlor Schweden das Endspiel mit 2:3 gegen Deutschland und bei der WM 1995 im eigenen Land schied Schweden im Viertelfinale nach Elfmeterschießen gegen China aus. Auch 1999 war bei der WM im Viertelfinale, diesmal gegen Norwegen Endstation.
2001 wurde wieder das EM-Finale erreicht, das gegen Deutschland verloren wurde. Aber erst in der Verlängerung mussten sich die Schwedinnen durch das Golden Goal von Claudia Müller mit 0:1 geschlagen geben. Bei der Weltmeisterschaft 2003 in den USA erreichte die Mannschaft erstmals ein WM-Finale und verlor erneut gegen Deutschland durch ein goldenes Tor, diesmal von Nia Künzer, mit 1:2 nach Verlängerung.
Schweden nahm 1996 und 2000 am olympischen Fußballturnier in Atlanta und Sydney teil, schied aber jeweils in der Vorrunde als Gruppendritter aus. Beim olympischen Fußballturnier 2004 in Athen verlor Schweden das Spiel um Platz 3 gegen Deutschland mit 0:1. Bei der WM 2007 schied das schwedische Team erstmals in der Vorrunde einer WM aus. 2008 verlor Schweden im Viertelfinale der Olympischen Spiele gegen Deutschland mit 0:2.
Den Algarve-Cup konnte Schweden dreimal (1995, 2001 und 2009) gewinnen sowie einmal als Zweiter (1996) beenden. Nachdem 2010 noch einmal der dritte Platz erreicht wurde, wurde die Mannschaft in den Folgejahren immer Vierter. Beim Vier-Nationen-Turnier in China wurde einmal der vierte (1998) und zweimal der dritte Platz (2004 und 2011) erreicht.
Nachdem sich Schwedens Nationalmannschaft über die von Dänemark in den Play-off-Spielen durchsetzte, nahm sie an der Weltmeisterschaft 2011 in Deutschland teil, gelangte nach den drei siegreichen Gruppenspielen, u. a. gegen den Weltranglistenersten USA, und dem 3:1-Sieg im Viertelfinale über Australien ins Halbfinale. Nach der 1:3-Niederlage gegen den späteren Weltmeister Japan gewann man das Spiel um Platz 3 mit 2:1 gegen Frankreich. Als beste europäische Mannschaft hatte sich Schweden für das olympische Fußballturnier 2012 qualifiziert. In der Gruppenphase der Olympischen Spiele 2012 traf die Mannschaft auf Weltmeister Japan (0:0), Kanada (2:2) sowie erstmals auf Südafrika (4:1) und konnte sich als Gruppensieger für das Viertelfinale qualifizieren. Dort unterlag die Mannschaft den Französinnen mit 1:2.
Nach den Olympischen Spielen übernahm die ehemalige schwedische Nationalspielern Pia Sundhage, die zuvor mit den USA zum zweiten Mal die olympische Goldmedaille gewonnen hatte, die schwedische Mannschaft.
2013 veranstaltete Schweden zum zweiten Mal die Europameisterschafts-Endrunde, wodurch die Mannschaft automatisch qualifiziert war. Die als Mitfavorit gestartete Mannschaft schied aber im Halbfinale gegen Titelverteidiger Deutschland aus. Auch bei der WM 2015 war gegen Deutschland das Turnier für die Schwedinnen beendet, diesmal im Achtelfinale, das mit 1:4 verloren wurde.
Bei den Olympischen Spielen 2016 erreichte die Mannschaft erstmals das Finale, nachdem sie sich im Viertel- und Halbfinale jeweils im Elfmeterschießen gegen Titelverteidiger USA bzw. Gastgeber Brasilien durchgesetzt hatte, verlor das Finale aber gegen Deutschland mit 1:2.
Nach dem Viertelfinalaus bei der EM 2017 gegen den späteren Europameister Niederlande, bei der die Schwedinnen im gesamten Turnierverlauf nur ein Spiel gewannen, fielen sie erstmals aus den Top 10 der FIFA-Weltrangliste, als sie bei der nächsten Veröffentlichung am 1. September 2017 nur noch auf Platz 11 standen. Nach dem Turnier trat Sundhage von ihrem Amt zurück und Peter Gerhardsson übernahm als neuer Nationaltrainer. Unter seiner Leitung, nicht zuletzt durch die erfolgreiche Qualifikation für die WM-Endrunde 2019 als Sieger ihrer Qualifikationsgruppe mit sieben Siegen in acht Spielen und dem mit den Niederlanden geteilten Sieg beim Algarve-Cup 2018, rückte die Auswahlmannschaft wieder unter die besten zehn Mannschaften vor.
Bei den wegen der COVID-19-Pandemie um ein Jahr verschobenen Olympischen Spielen 2020 gewannen die Schwedinnen fünf Spiele, u. a. mit 3:0 gegen Weltmeister USA. Nur im Finale verloren sie im Elfmeterschießen gegen Kanada. In der FIFA-Weltrangliste wurden sie dadurch erstmals Zweite. Nach der WM 2023, bei sie wie 2019 Dritte wurden, belegten sie erstmals den ersten Platz der Weltrangliste. Diesen Platz konnten sie aber nur eine Wertungsperiode halten, denn nachdem sie in der neuen Nations League nur zwei von sechs Spielen gewinnen konnten und damit erstmals die Olympischen Spiele 2024 verpassen, fielen sie auf den fünften Platz zurück.
Bei der EM 2025 gewann Schweden Gruppe C mit drei Siegen aus drei Spielen und stieg damit ins Viertelfinale auf. Dort bekam man es mit dem amtierenden Europameister, England, zu tun. Nach einer frühen 2:0-Führung glichen die Britinnen durch einen Doppelschlag in der Schlussphase aus und retteten sich in die Verlängerung. Diese brachte keine Tore, weswegen die Entscheidung erst im Elfmeterschießen fiel. Dort setzte sich England nach 14 Elfmetern schließlich knapp durch.

## Turnierbilanz

### Weltmeisterschaften

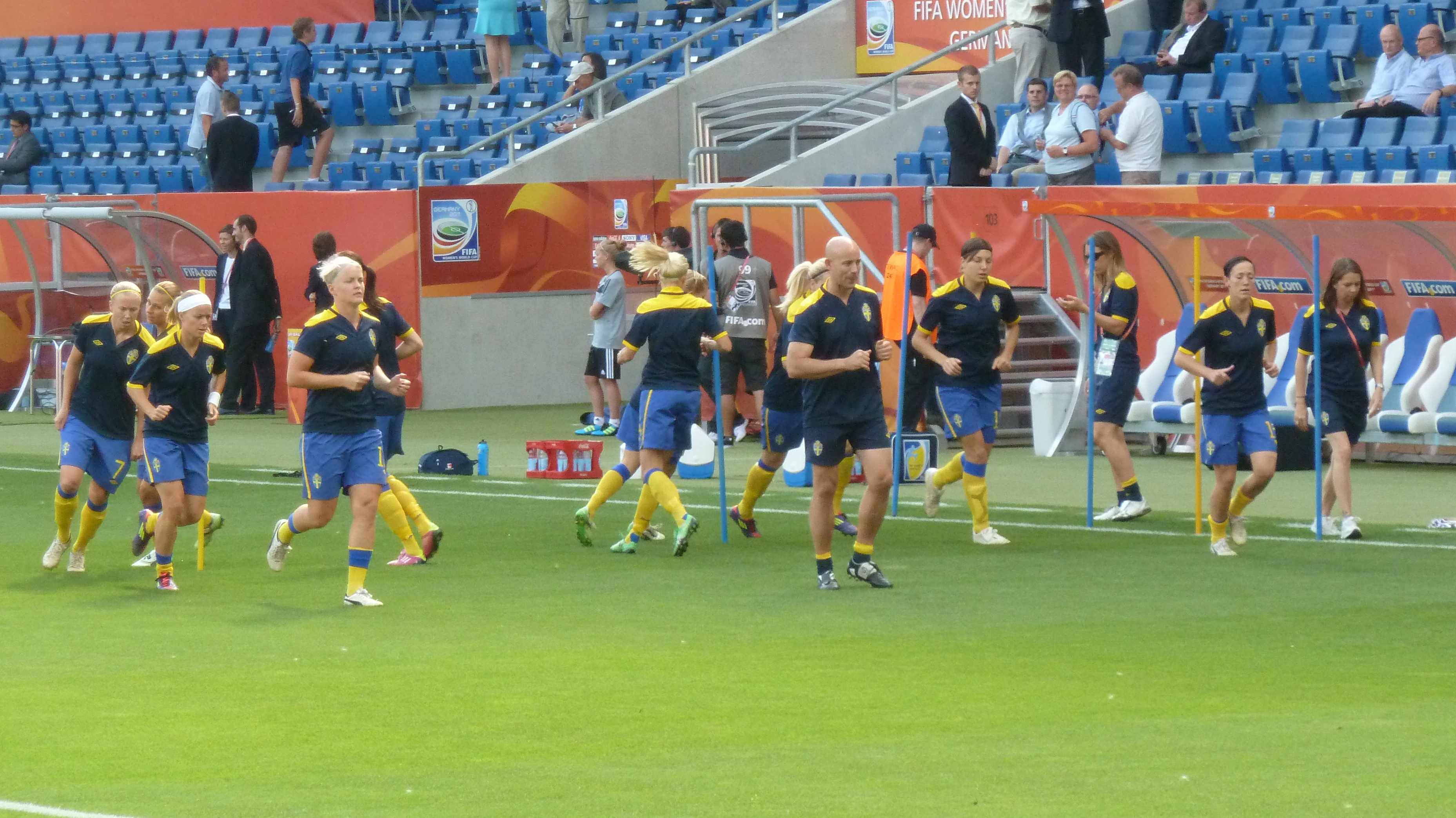
Vorbereitung auf das Spiel um Platz 3 gegen Frankreich (2011)

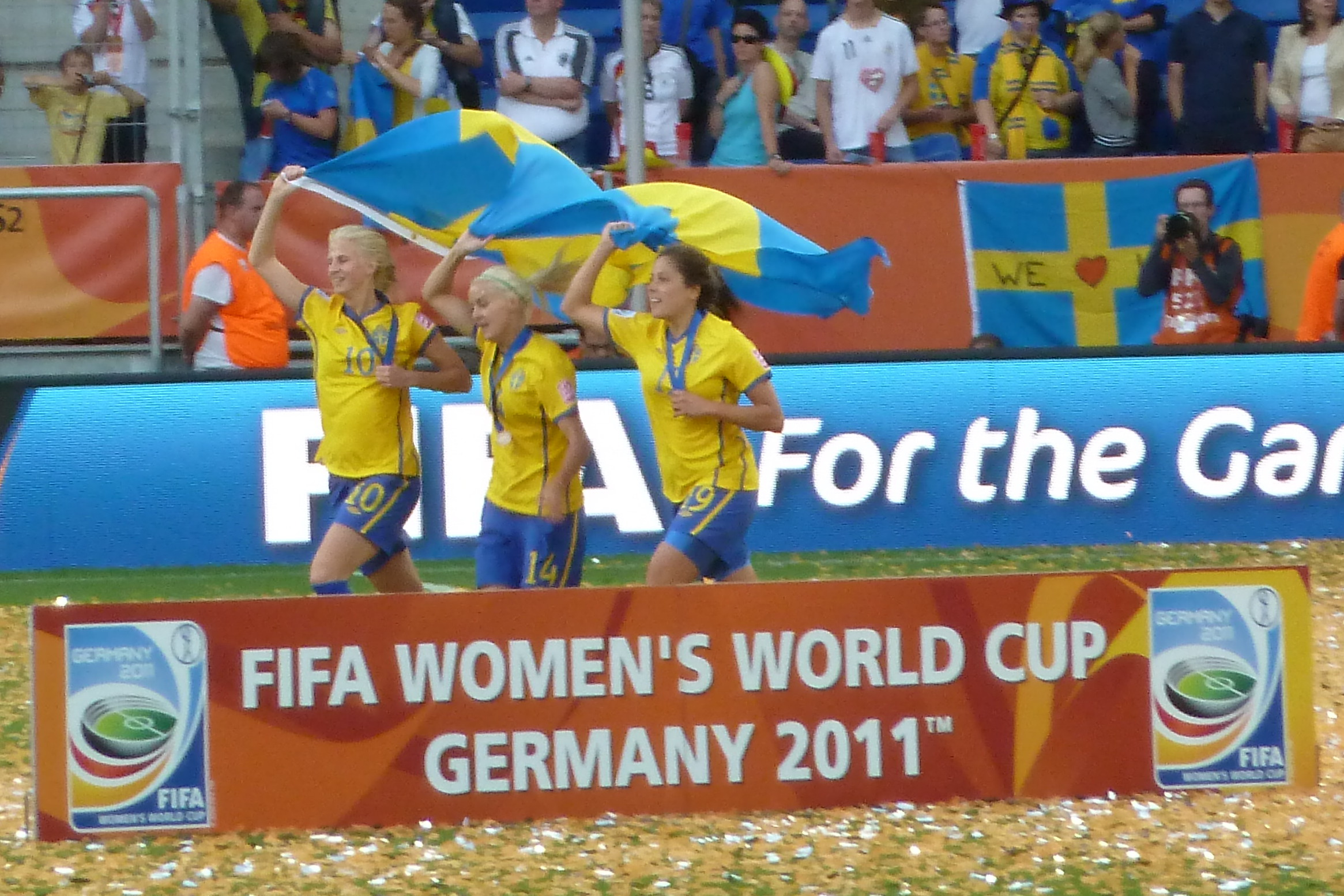
Sofia Jakobsson, Josefine Öqvist und Madelaine Edlund feiern den Gewinn von Platz 3 bei der WM in Deutschland

| Jahr | Ergebnis      | Trainer                | Meiste Spiele                             | Meiste Tore                                  |
| ---- | ------------- | ---------------------- | ----------------------------------------- | -------------------------------------------- |
| 1991 | 3. Platz      | Gunilla Paijkull       | 04 Spielerinnen mit 6 Spielen             | Lena Videkull (5)                            |
| 1995 | Viertelfinale | Bengt Simonsson        | 09 Spielerinnen mit 4 Spielen             | Malin Andersson (2)                          |
| 1999 | Viertelfinale | Marika Domanski Lyfors | 11 Spielerinnen mit 4 Spielen             | Victoria Svensson und Hanna Ljungberg (je 2) |
| 2003 | 2. Platz      | Marika Domanski Lyfors | 07 Spielerinnen mit 6 Spielen             | Victoria Svensson (3)                        |
| 2007 | Vorrunde      | Thomas Dennerby        | 09 Spielerinnen mit 3 Spielen             | Lotta Schelin (2)                            |
| 2011 | 3. Platz      | Thomas Dennerby        | 09 Spielerinnen mit 6 Spielen             | Lisa Dahlkvist (3)                           |
| 2015 | Achtelfinale  | Pia Sundhage           | 09 Spielerinnen mit 4 Spielen             | Linda Sembrant (2)                           |
| 2019 | 3. Platz      | Peter Gerhardsson      | 06 Spielerinnen mit 7 Spielen             | Kosovare Asllani (3)                         |
| 2023 | 3. Platz      | Peter Gerhardsson      | 05 Spielerinnen mit 7 Spielen             | Amanda Ilestedt (4)                          |
| Alle |               |                        | Hedvig Lindahl und Caroline Seger (je 20) | Lena Videkull und Victoria Svensson (je 6)   |

### Europameisterschaften

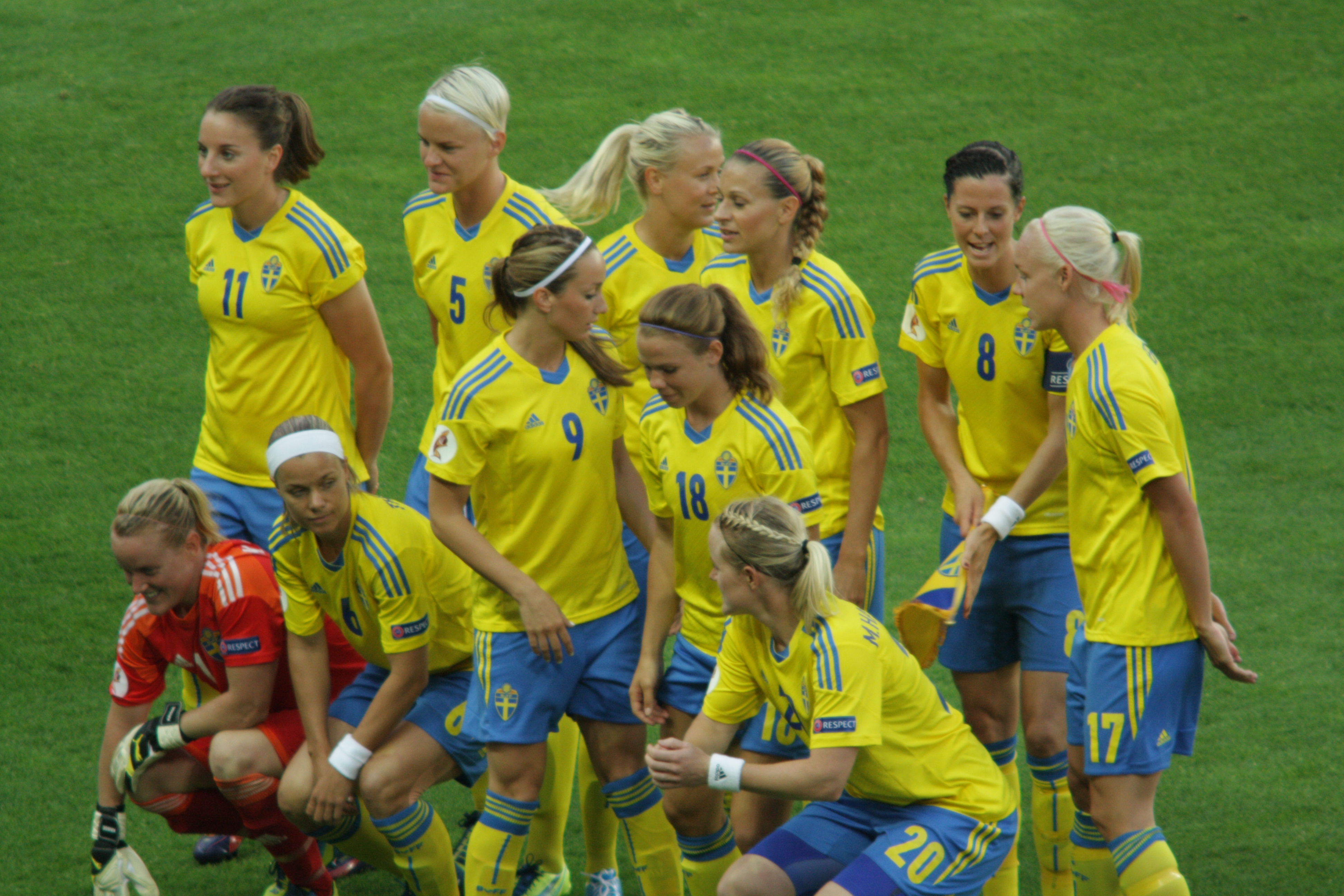
Die schwedische Mannschaft vor dem EM-Halbfinalspiel gegen Deutschland am 24. Juli 2013

| - 1984: Europameister - 1987: Zweiter Platz - 1989: Dritter Platz - 1991: Viertelfinale (Qualifikation) - 1993: Viertelfinale (Qualifikation) - 1995: Zweiter Platz - 1997: Halbfinale | - 2001: Zweiter Platz - 2005: Halbfinale - 2009: Viertelfinale - 2013: Halbfinale - 2017: Viertelfinale - 2022: Halbfinale - 2025: Viertelfinale |

### Olympische Spiele
Die Qualifikation erfolgte bis 2020 über die WM-Endrunde, ab 2024 über die UEFA Women’s Nations League. Schweden nahm als einzige europäische Mannschaft an allen Austragungen bis 2020 teil, konnte aber erstmals 2016 eine Medaille gewinnen.
| - 1996: Vorrunde - 2000: Vorrunde - 2004: Vierter Platz - 2008: Viertelfinale | - 2012: Viertelfinale - 2016: Silbermedaille - 2020: Silbermedaille - 2024: nicht qualifiziert |

### Nations League
- 2023/24: Liga A4 – 3. Platz, Relegation gegen Bosnien und Herzegowina gewonnen
- 2025: Liga A4 – 1. Platz, qualifiziert für das Halbfinale

### Nordische Meisterschaften
Schweden ist mit fünf Titeln Rekordsieger bei der zwischen 1974 und 1982 jährlich ausgetragenen Nordischen Meisterschaft, an der zudem noch Dänemark, Finnland und Norwegen teilnahmen.
| - 1974: Zweiter - 1975: Zweiter - 1976: Zweiter - 1977: Sieger - 1978: Sieger | - 1979: Sieger - 1980: Sieger - 1981: Sieger - 1982: Zweiter |

### Algarve-Cup

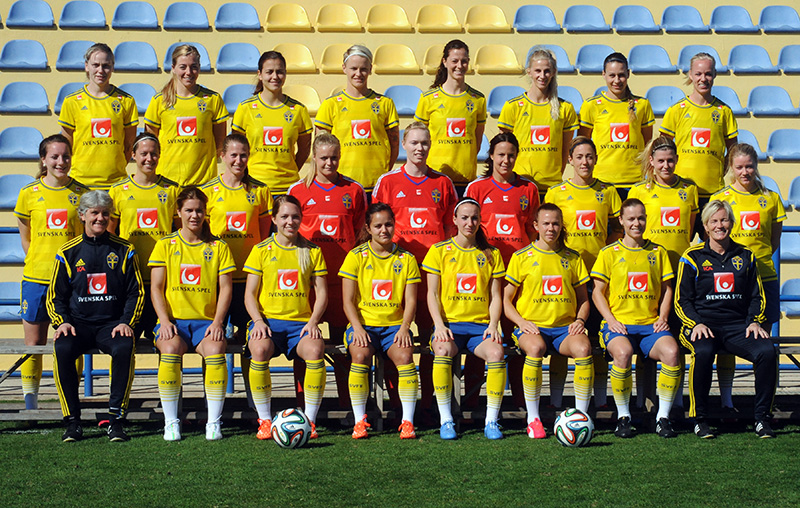
Das schwedische Aufgebot beim Algarve-Cup 2015.

Die Nationalmannschaft nahm bis 2015 an allen Austragungen des Algarve-Cups teil, an dem bis dahin alljährlich nahezu alle der besten Frauen-Nationalmannschaften teilnehmen. Als einzige Mannschaft, die mehr als dreimal teilnahm, wurde Schweden bis einschließlich 2015 nie schlechter als Sechster. Dann setzte die Mannschaft wegen der gleichzeitig stattgefundenen Olympiaqualifikation erstmals aus und 2017 wurde dann nur der siebte Platz belegt. Im darauf folgenden Jahr wurde den Schwedinnen aber ihr vierter Turniersieg zugesprochen, womit sie in der Zahl der Turniersiege mit dem Nachbarn Norwegen gleichzogen und nur noch von Rekordsieger USA, der seit 2016 nicht mehr teilnimmt, übertroffen werden. 2020 schloss die Mannschaft das Turnier mit ihrem 100. Algarve-Cup-Spiel und 50. Sieg als Siebter ab.
| - 1994: 3. Platz - 1995: 1. Platz - 1996: 2. Platz - 1997: 3. Platz - 1998: 4. Platz - 1999: 6. Platz - 2000: 4. Platz - 2001: 1. Platz - 2002: 3. Platz - 2003: 5. Platz - 2004: 5. Platz | - 2005: 4. Platz - 2006: 3. Platz - 2007: 3. Platz - 2008: 5. Platz - 2009: 1. Platz - 2010: 3. Platz - 2011: 4. Platz - 2012: 4. Platz - 2013: 4. Platz - 2014: 4. Platz - 2015: 4. Platz | - 2016: nicht gemeldet, da gleichzeitig die Qualifikation zu den Olympischen Spielen 2016 stattfand - 2017: 7. Platz - 2018: 1. Platz (zusammen mit den Niederländerinnen, da das Finale wegen Unbespielbarkeit des Platzes nicht ausgetragen wurde.) - 2019: 4. Platz - 2020: 7. Platz - 2021: nicht ausgetragen - 2022: 1. Platz - 2023: nicht ausgetragen |

## Kader
Siehe auch: Fußball-Europameisterschaft der Frauen 2025/Schweden
Folgende Spielerinnen wurden für die EM-Endrunde nominiert.
| Nr.                    | Spielerin               | Geburtsdatum | Verein                | Debüt | Einsätze | Tore | Letzter Einsatz |     |     |     |     |     |     |
| Tor                    | Tor                     | Tor          | Tor                   | Tor   | Tor      | Tor  | Tor             | Tor | Tor | Tor | Tor | Tor | Tor |
| ---------------------- | ----------------------- | ------------ | --------------------- | ----- | -------- | ---- | --------------- | --- | --- | --- | --- | --- | --- |
| 21                     | Tove Enblom             | 20.11.1994   | Vålerenga Oslo        | 2025  | 001      | 0    | 26.06.2025      |     |     |     |     |     |     |
| 12                     | Jennifer Falk           | 26.04.1993   | BK Häcken             | 2020  | 035      | 0    | 17.07.2025      |     |     |     |     |     |     |
| 01                     | Emma Holmgren           | 13.05.1997   | UD Levante            | –     | 000      | 0    | –               |     |     |     |     |     |     |
| Abwehr                 |                         |              |                       |       |          |      |                 |     |     |     |     |     |     |
| 02                     | Jonna Andersson         | 02.01.1993   | Linköpings FC         | 2015  | 112      | 03   | 17.07.2025      |     |     |     |     |     |     |
| 14                     | Nathalie Björn          | 04.05.1997   | Chelsea FC Women      | 2016  | 078      | 06   | 17.07.2025      |     |     |     |     |     |     |
| 0                      | Magdalena Eriksson      | 08.09.1993   | FC Bayern München     | 2013  | 123      | 14   | 17.07.2025      |     |     |     |     |     |     |
| 06                     | Smilla Holmberg         | 11.10.2006   | Hammarby IF           | 2025  | 005      | 01   | 17.07.2025      |     |     |     |     |     |     |
| 13                     | Amanda Ilestedt         | 17.01.1993   | Arsenal Women FC      | 2013  | 078      | 12   | 08.07.2025      |     |     |     |     |     |     |
| 04                     | Hanna Lundkvist         | 17.07.2002   | San Diego Wave FC     | 2023  | 025      | 0    | 17.07.2025      |     |     |     |     |     |     |
| 05                     | Amanda Nildén           | 07.08.1998   | Tottenham Hotspur     | 2022  | 015      | 0    | 17.07.2025      |     |     |     |     |     |     |
| 03                     | Linda Sembrant          | 15.05.1987   | FC Bayern München     | 2008  | 158      | 19   | 12.07.2025      |     |     |     |     |     |     |
| Mittelfeld und Angriff |                         |              |                       |       |          |      |                 |     |     |     |     |     |     |
| 16                     | Filippa Angeldal        | 14.07.1997   | Real Madrid           | 2018  | 075      | 23   | 17.07.2025      |     |     |     |     |     |     |
| 09                     | Kosovare Asllani        | 29.07.1989   | London City Lionesses | 2008  | 203      | 50   | 17.07.2025      |     |     |     |     |     |     |
| 20                     | Hanna Bennison          | 16.10.2002   | Juventus Turin        | 2019  | 059      | 03   | 12.07.2025      |     |     |     |     |     |     |
| 11                     | Stina Blackstenius      | 05.02.1996   | Arsenal Women FC      | 2015  | 121      | 42   | 17.07.2025      |     |     |     |     |     |     |
| 23                     | Rebecka Blomqvist       | 24.07.1997   | VfL Wolfsburg         | 2019  | 038      | 09   | 17.07.2025      |     |     |     |     |     |     |
| 08                     | Lina Hurtig             | 05.09.1995   | Arsenal Women FC      | 2014  | 077      | 24   | 17.07.2025      |     |     |     |     |     |     |
| 10                     | Sofia Jakobsson         | 23.04.1990   | London City Lionesses | 2011  | 167      | 23   | 17.07.2025      |     |     |     |     |     |     |
| 07                     | Madelen Janogy          | 12.11.1995   | AC Florenz            | 2019  | 058      | 10   | 17.07.2025      |     |     |     |     |     |     |
| 18                     | Fridolina Rolfö         | 24.11.1993   | FC Barcelona          | 2014  | 101      | 33   | 17.07.2025      |     |     |     |     |     |     |
| 19                     | Johanna Rytting Kaneryd | 12.02.1997   | Chelsea FC Women      | 2021  | 061      | 08   | 17.07.2025      |     |     |     |     |     |     |
| 17                     | Ellen Wangerheim        | 01.09.2004   | Hammarby IF           | 2025  | 005      | 0    | 12.07.2025      |     |     |     |     |     |     |
| 15                     | Julia Zigiotti Olme     | 24.12.1997   | FC Bayern München     | 2018  | 048      | 02   | 17.07.2025      |     |     |     |     |     |     |
| Anmerkungen: 1. 2. 3.  |                         |              |                       |       |          |      |                 |     |     |     |     |     |     |

Darüber hinaus kamen seit 2020 noch folgende Spielerinnen zum Einsatz oder wurden nominiert:
| Spielerin              | Geburtsdatum | Verein                   | Debüt | Länderspiele | Länderspieltore | Letzter Einsatz |
| Tor                    | Tor          | Tor                      | Tor   | Tor          | Tor             | Tor             |
| ---------------------- | ------------ | ------------------------ | ----- | ------------ | --------------- | --------------- |
| Cajsa Andersson        | 19.01.1993   | Linköpings FC            | 2019  | 002          | 0               | 22.01.2019      |
| Sofia Hjern            | 01.11.2002   | IFK Norrköping           | –     | 000          | 0               | –               |
| Emma Lind              | 21.07.1995   | IFK Norrköping           | –     | 000          | 0               | –               |
| Hedvig Lindahl         | 29.04.1983   | Djurgården Damfotboll    | 2002  | 189          | 0               | 26.07.2022      |
| Zećira Mušović         | 26.05.1996   | Chelsea FC Women         | 2018  | 027          | 0               | 03.12.2024      |
| Abwehr                 |              |                          |       |              |                 |                 |
| Mia Carlsson           | 12.03.1990   | Kristianstads DFF        | 2014  | 011          | 0               | 09.04.2019      |
| Nilla Fischer          | 02.08.1984   | Linköpings FC            | 2001  | 189          | 23              | 30.11.2021      |
| Hanna Glas             | 16.04.1993   | Kansas City Current      | 2017  | 059          | 01              | 12.07.2024      |
| Emma Kullberg          | 25.09.1991   | Juventus Turin           | 2019  | 016          | 0               | 25.02.2025      |
| Stina Lennartsson      | 04.04.1997   | Hammarby IF              | 2023  | 002          | 0               | 02.08.2023      |
| Julia Roddar           | 16.02.1992   | Hammarby IF              | 2017  | 013          | 0               | 23.02.2022      |
| Josefine Rybrink       | 19.01.1998   | Tottenham Hotspur        | 2021  | 008          | 01              | 29.10.2024      |
| Anna Sandberg          | 23.05.2003   | Manchester United W.F.C. | 2023  | 006          | 0               | 08.04.2025      |
| Jessica Wik            | 30.01.1992   | FC Rosengård             | 2011  | 061          | 0               | 13.04.2021      |
| Hanna Wijk             | 15.12.2003   | BK Häcken                | 2024  | 001          | 0               | 29.10.2024      |
| Lotta Ökvist           | 02.02.1997   | Eskilstuna United        | 2020  | 001          | 0               | 07.03.2020      |
| Emma Östlund           | 28.07.2000   | Linköpings FC            | –     | 000          | 0               | –               |
| Mittelfeld und Angriff |              |                          |       |              |                 |                 |
| Anna Anvegård          | 10.05.1997   | BK Häcken                | 2018  | 035          | 11              | 03.12.2024      |
| Monica Jusu Bah        | 16.05.2003   | BK Häcken                | 2024  | 001          | 0               | 28.02.2024      |
| My Cato                | 25.04.2002   | Crystal Palace           | –     | 000          | 0               | –               |
| Filippa Curmark        | 02.08.1995   | BK Häcken                | 2020  | 007          | 01              | 30.11.2021      |
| Michelle De Jongh      | 19.05.1997   | Linköpings FC            | –     | 000          | 0               | –               |
| Evelyn Ijeh            | 12.08.2001   | AC Mailand               | 2024  | 003          | 01              | 25.10.2024      |
| Hanna Folkesson        | 15.06.1988   | Hammarby IF              | 2013  | 048          | 01              | 09.04.2019      |
| Pauline Hammarlund     | 07.05.1994   | AC Florenz               | 2015  | 024          | 08              | 04.06.2024      |
| Rusul Rosa Kafaji      | 05.07.2003   | Arsenal Women FC         | 2023  | 012          | 02              | 28.11.2024      |
| Cornelia Kapocs        | 13.07.2000   | Liverpool FC Women       | –     | 000          | 0               | –               |
| Julia Karlernäs        | 06.10.1993   | FC Como Women            | 2018  | 005          | 0               | 07.03.2020      |
| Loreta Kullashi        | 20.05.1999   | US Sassuolo Calcio       | 2018  | 008          | 03              | 17.09.2020      |
| Mimmi Larsson          | 09.04.1994   | RB Leipzig               | 2016  | 030          | 06              | 30.11.2021      |
| Freja Olofsson         | 24.05.1998   | Real Madrid              | –     | 000          | 0               | –               |
| Elin Rubensson         | 11.05.1993   | Houston Dash             | 2012  | 089          | 04              | 09.04.2024      |
| Olivia Schough         | 11.03.1991   | FC Rosengård             | 2014  | 110          | 13              | 23.02.2024      |
| Felicia Schröder       | 13.04.2007   | BK Häcken                | 2025  | 001          | 0               | 30.05.2025      |
| Caroline Seger         | 19.03.1985   | FC Rosengård             | 2005  | 240          | 32              | 31.10.2023      |
| Matilda Vinberg        | 16.03.2003   | Tottenham Hotspur        | 2022  | 011          | 01              | 08.04.2025      |

## Rekordspielerinnen
27 Spielerinnen haben mindestens 100 Länderspiele bestritten. Damit liegt Schweden hinter den USA (45 Spielerinnen) und Deutschland (28) auf dem dritten Platz der Nationen mit den meisten Spielerinnen im „Hunderterclub“. Mit ihrem 215. Spiel wurde Caroline Seger am 15. Juni 2021 schwedische und europäische Rekordnationalspielerin, wurde aber am 8. April 2025 als europäische Rekordnationalspielerin von der Niederländerin Sherida Spitse abgelöst. Schweden ist seit dem 6. Juli 2019 die einzige europäische Mannschaft mit zwei Spielerinnen, die mindestens 200 Länderspiele bestritten haben, und seit dem 4. Juli 2025 die einzige europäische Mannschaft mit drei Spielerinnen, die mindestens 200 Länderspiele bestritten haben.
| Rang | Name                      | Einsätze | Tore | Position   | Zeitraum  |
| ---- | ------------------------- | -------- | ---- | ---------- | --------- |
| 01.  | Caroline Seger            | 240      | 32   | Mittelfeld | 2005–2023 |
| 02.  | Therese Sjögran           | 214      | 21   | Mittelfeld | 1997–2015 |
| 03.  | Kosovare Asllani          | 203      | 50   | Angriff    | seit 2008 |
| 04.  | Nilla Fischer             | 189      | 23   | Abwehr     | 2001–2021 |
| 04.  | Hedvig Lindahl            | 189      | 0    | Tor        | 2002–2022 |
| 06.  | Lotta Schelin             | 185      | 88   | Angriff    | 2004–2017 |
| 07.  | Sofia Jakobsson           | 167      | 23   | Angriff    | seit 2011 |
| 08.  | Victoria Sandell Svensson | 166      | 68   | Angriff    | 1996–2009 |
| 09.  | Linda Sembrant            | 158      | 19   | Abwehr     | seit 2008 |
| 10.  | Kristin Bengtsson         | 157      | 14   | Abwehr     | 1991–2005 |
| 11.  | Malin Andersson           | 151      | 38   | Mittelfeld | 1994–2005 |
| 12.  | Pia Sundhage              | 146      | 71   | Angriff    | 1975–1996 |
| 13.  | Lisa Dahlkvist            | 134      | 11   | Mittelfeld | 2008–2017 |
| 14.  | Sara Thunebro             | 132      | 05   | Abwehr     | 2004–2015 |
| 15.  | Hanna Ljungberg           | 130      | 72   | Angriff    | 1996–2008 |
| 16.  | Karolina Westberg         | 126      | 02   | Abwehr     | 1997–2009 |
| 17.  | Magdalena Eriksson        | 123      | 14   | Angriff    | seit 2014 |
| 18.  | Stina Blackstenius        | 121      | 42   | Angriff    | seit 2015 |
| 19.  | Hanna Marklund            | 118      | 06   | Abwehr     | 1997–2007 |
| 20.  | Malin Moström             | 113      | 21   | Mittelfeld | 1996–2006 |
| 21.  | Jonna Andersson           | 112      | 03   | Abwehr     | seit 2016 |
| 21.  | Sara Larsson              | 112      | 08   | Abwehr     | 2000–2012 |
| 21.  | Elisabeth Leidinge        | 112      | 0    | Tor        | 1974–1996 |
| 24.  | Lena Videkull             | 111      | 71   | Angriff    | 1984–1996 |
| 25.  | Olivia Schough            | 110      | 13   | Angriff    | 2013–     |
| 26.  | Jane Törnqvist            | 109      | 11   | Abwehr     | 1995–2005 |
| 27.  | Fridolina Rolfö           | 101      | 33   | Angriff    | 2014–     |

Stand: 17. Juli 2025

## Rekordtorschützinnen
20 Spielerinnen haben mindestens 20 Länderspieltore und sechs Spielerinnen mindestens 50 Länderspieltore erzielt. Zuletzt erzielte Filippa Angeldal am 4. April 2025 ihr 20. und Kosovare Asllani am 17. Juli 2025 ihr 50. Länderspieltor.
| Rang | Name                      | Tore | Einsätze | Quote | Zeitraum  |
| ---- | ------------------------- | ---- | -------- | ----- | --------- |
| 01.  | Lotta Schelin             | 88   | 185      | 0,48  | 2004–2017 |
| 02.  | Hanna Ljungberg           | 72   | 130      | 0,55  | 1996–2008 |
| 03.  | Pia Sundhage              | 71   | 146      | 0,49  | 1975–1996 |
| 03.  | Lena Videkull             | 71   | 111      | 0,64  | 1984–1996 |
| 05.  | Victoria Sandell Svensson | 68   | 166      | 0,41  | 1996–2009 |
| 06.  | Kosovare Asllani          | 50   | 203      | 0,25  | seit 2008 |
| 07.  | Stina Blackstenius        | 42   | 121      | 0,35  | seit 2015 |
| 08.  | Malin Andersson           | 38   | 151      | 0,25  | 1994–2005 |
| 09.  | Anneli Andelén            | 37   | 88       | 0,42  | 1985–1995 |
| 10.  | Fridolina Rolfö           | 33   | 101      | 0,33  | seit 2014 |
| 11.  | Caroline Seger            | 32   | 240      | 0,13  | 2005–2023 |
| 12.  | Lina Hurtig               | 24   | 77       | 0,31  | seit 2014 |
| 13.  | Filippa Angeldal          | 23   | 75       | 0,31  | seit 2018 |
| 13.  | Nilla Fischer             | 23   | 189      | 0,12  | 2001–2021 |
| 13.  | Sofia Jakobsson           | 23   | 167      | 0,14  | seit 2011 |
| 13.  | Helene Johansson          | 23   | 88       | 0,26  | 1981–1995 |
| 17.  | Malin Moström             | 21   | 113      | 0,18  | 1996–2006 |
| 17.  | Therese Sjögran           | 21   | 214      | 0,10  | 1997–2015 |
| 19.  | Ulrika Kalte              | 20   | 56       | 0,36  | 1989–1996 |
| 19.  | Josefine Öqvist           | 20   | 79       | 0,25  | 2002–2013 |

## Bisherige Trainerinnen und Trainer
- 1973: Christer Molander
- 1974–1976: Hasse Karlsson
- 1977–1978: Tord Grip
- 1979: Ulf Bergquist
- 1980–1987: Ulf Lyfors (Europameister 1984, Vizeeuropameister 1987)
- 1988–1991: Gunilla Paijkull (WM-Dritter 1991)
- 1992–1996: Bengt Simonsson (Vizeeuropameister 1995)
- 1996–2005: Marika Domanski-Lyfors (Vizeweltmeister 2003, Vizeeuropameister 2001)
- 2005–2012: Thomas Dennerby (WM-Dritter 2011)
- 2012–2017: Pia Sundhage (OS-Silbermedaille 2016)
- 2018–2025: Peter Gerhardsson (WM-Dritter 2019, 2023, OS-Silbermedaille 2021)
- 2025– : Tony Gustavsson[17]

## Spiele gegen Nationalmannschaften deutschsprachiger Länder
Alle Ergebnisse aus schwedischer Sicht

### Deutschland
Deutschland ist nach den nordischen Ländern Dänemark, Finnland und Norwegen sowie den USA fünfthäufigster Gegner der Schwedinnen. Am 17. Juli 2017 gab es das erste von bisher zwei Remis zwischen beiden Mannschaften. Achtmal gewannen die Schwedinnen, 21-mal die deutsche Mannschaft, womit Schweden neben England der Gegner ist, gegen den die deutschen Frauen am häufigsten gewannen. Beide trafen schon in allen wichtigen Endspielen (EM, WM und Olympia) aufeinander, wobei die deutsche Mannschaft immer mit einem Tor Unterschied gewann – zweimal (EM-Finale 2001 und WM-Finale 2003) durch Golden Goal.
| Datum              | Ort                        | Ergebnis 1 | Anlass                            |
| ------------------ | -------------------------- | ---------- | --------------------------------- |
| 29. November 1991  | Guangzhou                  | 4:0        | WM-Spiel um Platz drei            |
| 11. März 1993      | Agia Napa                  | 3:1        | Turnier in Zypern                 |
| 22. September 1993 | Borås                      | 3:2        | Freundschaftsspiel                |
| 7. September 1994  | Wolfenbüttel               | 1:3        | Freundschaftsspiel                |
| 26. März 1995      | Kaiserslautern             | 2:3        | EM-Finale                         |
| 7. Juni 1995       | Helsingborg                | 3:2        | WM-Vorrunde                       |
| 9. Juli 1997       | Karlstad                   | 0:1        | EM-Halbfinale                     |
| 19. September 2000 | Melbourne                  | 0:1        | Olympiavorrunde                   |
| 23. Juni 2001      | Erfurt                     | 1:3        | EM-Vorrunde                       |
| 7. Juli 2001       | Ulm                        | 0:1 n. V.  | EM-Finale                         |
| 7. März 2002       | Faro                       | 2:1        | Algarve-Cup                       |
| 12. Oktober 2003   | Carson                     | 1:2 n. V.  | WM-Finale                         |
| 26. August 2004    | Athen                      | 0:1        | Olympiaspiel um Bronze            |
| 9. März 2005       | Lagos                      | 1:2        | Algarve-Cup                       |
| 11. März 2006      | Loulé                      | 0:3        | Algarve-Cup                       |
| 10. März 2008      | Vila Real de Santo António | 0:2        | Algarve-Cup                       |
| 15. August 2008    | Shenyang                   | 0:2 n. V.  | Olympiaviertelfinale              |
| 9. März 2009       | Faro                       | 3:2        | Algarve-Cup                       |
| 26. Oktober 2011   | Hamburg                    | 0:1        | Freundschaftsspiel                |
| 5. März 2012       | Portugal                   | 0:4        | Algarve-Cup                       |
| 24. Juli 2013      | Göteborg                   | 0:1        | EM-Halbfinale                     |
| 29. Oktober 2014   | Örebro                     | 1:2        | Freundschaftsspiel                |
| 4. März 2015       | Vila Real de Santo António | 4:2        | Algarve-Cup 2015                  |
| 11. März 2015      | Parchal                    | 1:2        | Algarve-Cup 2015 Spiel um Platz 3 |
| 20. Juni 2015      | Ottawa                     | 1:4        | WM-Achtelfinale                   |
| 19. August 2016    | Rio de Janeiro             | 1:2        | Olympiafinale                     |
| 17. Juli 2017      | Breda                      | 0:0        | EM-Gruppenspiel                   |
| 6. April 2019      | Solna                      | 1:2        | Freundschaftsspiel                |
| 29. Juni 2019      | Rennes                     | 2:1        | WM-Viertelfinale                  |
| 4. März 2020       | Faro/Loulé                 | 0:1        | Algarve-Cup 2020                  |
| 21. Februar 2023   | Duisburg                   | 0:0        | Freundschaftsspiel                |
| 12. Juli 2025      | Zürich                     | 4:1        | EM-Gruppenspiel                   |

### Schweiz
| Datum            | Ort        | Ergebnis | Anlass               |
| ---------------- | ---------- | -------- | -------------------- |
| 1. Juni 1977     | Göteborg   | 2:1      | Freundschaftsspiel   |
| 1. Oktober 1978  | Gossau     | 7:1      | Freundschaftsspiel   |
| 27. April 1988   | Vä         | 3:0      | Freundschaftsspiel   |
| 3. November 2001 | Brugg      | 5:0      | WM-Qualifikation     |
| 8. Mai 2002      | Stockholm  | 4:0      | WM-Qualifikation     |
| 18. April 2003   | Kalmar     | 6:0      | EM-Qualifikation     |
| 24. April 2004   | Solothurn  | 2:0      | EM-Qualifikation     |
| 23. Oktober 2012 | Växjö      | 3:0      | Freundschaftsspiel   |
| 5. April 2015    | Eskilstuna | 1:3      | Freundschaftsspiel   |
| 5. März 2016     | Rotterdam  | 1:0      | Olympiaqualifikation |
| 27. Februar 2019 | Faro/Loulé | 4:1      | Algarve-Cup 2019     |
| 13. Juli 2022    | Sheffield  | 2:1      | EM-Gruppenspiel      |
| 27. Oktober 2023 | Göteborg   | 1:0      | Nations League       |
| 1. Dezember 2023 | Luzern     | 0:1      | Nations League       |

### Österreich
| Datum            | Ort              | Ergebnis | Anlass             |
| ---------------- | ---------------- | -------- | ------------------ |
| 9. April 2019    | Maria Enzersdorf | 2:0      | Freundschaftsspiel |
| 19. Februar 2021 | Paola (Malta)    | 6:1      | Freundschaftsspiel |